# 苦は楽の種
苦は楽の種（くはらくのたね）は、徳川光圀によって残された言葉。

## 概要
現在に苦労をするということは、将来に楽をするための元になるということである。現在に苦労をしているということを、後日に楽をするために種を撒いているということに例えているのである。逆に現在に楽をすることは後日に苦労をするということでもある。

### 由来
この言葉は、徳川光圀が子孫のために残したとされる『徳川光圀卿九ケ条禁書』の第一条に記されていた言葉であった。この『徳川光圀卿九ケ条禁書』の原本は1698年に書かれていた。そして1722年にはこの『徳川光圀卿九ケ条禁書』が江戸城の御広間に掲額されていたこともあった。『松屋筆記』74巻にはこの言葉は徳川光圀の言葉として記されている。